# Гексацианоферрат(II) олова
Гексацианоферрат(II) олова — неорганическое соединение,
соль олова и железистосинеродистой кислоты
с формулой Sn2[Fe(CN)6],
белые кристаллы,
не растворяется в воде.

## Получение
- Реакция хлорида олова(II) и гексацианоферрата(II) калия:

{\displaystyle {\mathsf {2SnCl_{2}+K_{4}[Fe(CN)_{6}]\ {\xrightarrow {}}\ Sn_{2}[Fe(CN)_{6}]\downarrow +4KCl}}}

## Физические свойства
Гексацианоферрат(II) олова образует белые кристаллы.
Не растворяется в воде.
Образует кристаллогидрат переменного состава состава Sn2[Fe(CN)6]•xH2O,
который при высушивании на воздухе приобретает голубоватый цвет из-за частичного разложения.